# District historique de Giant Forest Lodge
Ne doit pas être confondu avec District historique de Giant Forest Village-Camp Kaweah.
Le district historique de Giant Forest Lodge – ou Giant Forest Lodge Historic District en anglais – est un district historique du comté de Tulare, en Californie, dans le sud-ouest des États-Unis. Situé dans la Giant Forest du parc national de Sequoia, il est inscrit au Registre national des lieux historiques depuis le 5 mai 1978. Toutes les propriétés contributrices ont néanmoins été évacuées du site ou détruites sur place par le National Park Service au tournant du XXe siècle et du XXIe siècle, ceci afin de restaurer au mieux la naturalité de la forêt de séquoias géants où elles se tenaient. Elles constituaient un lodge appelé Giant Forest Lodge.